# Agathokleia (Konkubine Ptolemaios’ IV.)
Agathokleia (altgriechisch Ἀγαθόκλεια Agathókleia; † wohl Oktober 203 v. Chr. in Alexandria) war eine Konkubine des ägyptischen Königs Ptolemaios IV.

## Leben
Agathokleia war die Tochter der Oinanthe wahrscheinlich von deren erstem Gemahl Agathokles. Außer zwei Schwestern unbekannten Namens hatte Agathokleia einen Bruder, der ebenfalls Agathokles hieß und – neben Sosibios – maßgeblichen Einfluss auf die Gestaltung der Politik Ptolemaios’ IV. erlangte. Ihr Zeitgenosse, der Historiker Polybios (um 200 v. Chr. – um 120 v. Chr.), die Hauptquelle zum Leben Agathokleias, verwendete für sein Geschichtswerk eine gegenüber Agathokles und seiner Familie sehr feindlich eingestellte Quelle. In dementsprechend düsteren Farben malt er Agathokleia und ihren Bruder.
Ursprünglich soll Agathokleia eine Tänzerin aus Samos gewesen sein. Als sie – angeblich durch die Kuppelei ihrer Mutter – zur Mätresse des Ptolemaios IV. aufstieg, habe sie sich den Pharao völlig hörig gemacht und großen Einfluss auf ihn ausgeübt. Die Quellen charakterisieren sie als Rivalin der Königin Arsinoë III. 215 v. Chr. wird sie von mehreren Papyri als Eigentümerin von Nilkähnen bezeichnet. Ein solcher Besitz war ausschließlich Frauen von sehr hohem sozialen Status vorbehalten. 213/212 v. Chr. übte Agathokleia wohl das angesehene Amt einer Kanephore der Arsinoë aus.
Als Ptolemaios IV. gestorben war (vermutlich Mitte 204 v. Chr.), suchte sich Arsinoë III. bei der Übernahme der Macht gegenüber Sosibios und Agathokles durchzusetzen. Auf deren Befehl wurde sie aber durch Philammon ermordet. Sosibios und Agathokles hatten nun als Reichsverweser die Regentschaft für den minderjährigen König Ptolemaios V. inne, der von Agathokles der Obhut seiner Schwester Agathokleia und seiner Mutter Oinanthe anvertraut wurde.
Nach dem baldigen Tod des Sosibios war Agathokles alleiniger Regent, verstand es aber nicht, die Sympathien der Bevölkerung zu gewinnen; viele trauerten etwa um die ermordete Königin. Als der Stratege Tlepolemos etwa im Oktober 203 v. Chr. mit seinen Truppen gegen Alexandria vorrückte und gleichzeitig in der Hauptstadt Unruhen ausbrachen, verschanzte sich Agathokles mit einigen Familienangehörigen, darunter Agathokleia, und dem kleinen König in einem Trakt des Palastes. „Makedonische“ Soldaten stürmten jedoch den Palast und erzwangen die Herausgabe Ptolemaios’ V. Zunächst blieben der gestürzte Regent und seine Verwandten noch unbehelligt und zogen sich in ihre Privathäuser zurück. Eine im Stadion versammelte tobende Menschenmenge verlangte aber, sie zur Verantwortung zu ziehen. Agathokles wurde gefesselt herbeigeschleppt und sofort erstochen. Danach folgten die nackte Agathokleia, ihre Schwestern und anderen Familienangehörigen, zuletzt ihre in einen Tempel geflüchtete Mutter Oinanthe. Sie alle wurden den fanatisierten Leuten ausgeliefert, die sie bissen, schlugen und ihnen die Glieder bei lebendigem Leib ausrissen. So fiel Agathokleia und ihre Sippe einer grausamen Lynchjustiz zum Opfer.

## Weblink
- Biographie Agathokleias von Christopher Bennett